# Geometria dos dados
Dados apresentam diversas formas, em sua maioria baseadas em sólidos de geometria já bem conhecidos.

## Formas mais comuns
Os sólidos de Platão são comumente utilizados para dados de 4, 6, 8, 12, e 20 faces. Outras formas são encontradas com 5, 7, 10, 16, 24, 30, 34, 50, ou até de 100 a 1000 lados.
Um grande número de probabilidades diferentes pode ser alcançado utilizando-se estes dados; por exemplo, dois dados de dez lados ou um dado de 20 lados têm probabilidades diferentes. Utilizar múltiplas vezes o mesmo dado gera uma aleatoriedade melhor e descartando os maiores e menores números também se tem uma distribuição melhor. Assim os jogos podem atingir o grau de probabilidades da realidade, e simular de forma muito boa os eventos desejados, uma característica muito importante para alguns RPGistas.
Existem dúvidas sobre essa probabilidade, e confiabilidade dos dados. Os dados de casinos são especialmente fabricados e exigem um grau de qualidade muito alto para serem utilizados em tais jogos; os outros dados, como de jogos de tabuleiro e RPG, não têm o mesmo controle.
Moedas, Runas ou marcadores são utilizados como dados de duas faces ("d2"). (Devido a sua forma que propicia maior probabilidade para um de dois lados e muito pouca para o terceiro).
As formas mais comuns de dados são os sólidos de Platão, que são simétricos. Existe também o trapezóide pentagonal, no qual uma das faces tem quatro lados, 12 vértices, 20 arestas e dez faces, conhecido como 'd10'.

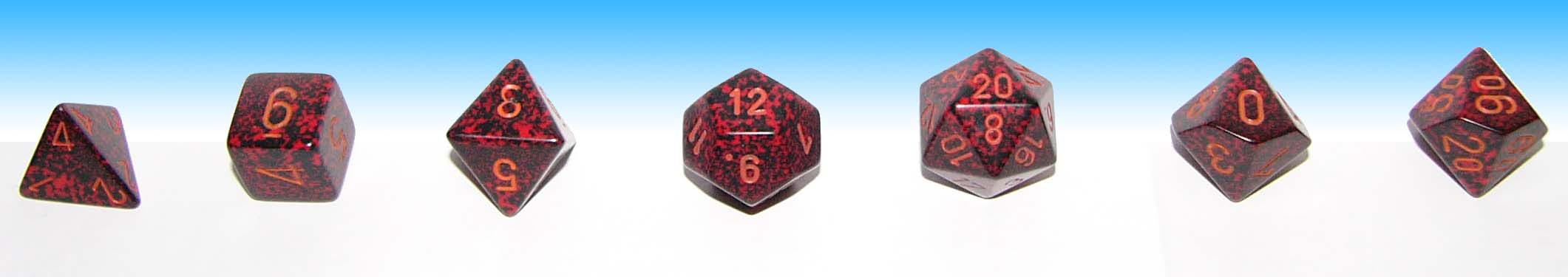
d4, d6, d8, d12, d20, e dois d10s para porcentagem

| Tipo | Forma                 | Forma | sólidos de Platão | Altura | Peso   | Descrição |
| ---- | --------------------- | ----- | ----------------- | ------ | ------ | --- |
| d4   | tetraedro             |       | Sim               | 18 mm  | 2 mg   | Cada face tem três números, alinhados de acordo com cada aresta do triângulo, de modo que os três lados visíveis apresentem o mesmo número na posição de leitura. Estes dados não rolam muito bem, então se costuma jogá-los para o ar.                                                                                              |
| d6   | cubo                  |       | Sim               | 15 mm  | 3,3 mg | O dado comum. |
| d8   | octaedro              |       | Sim               | 23 mm  | 3,1 mg | Cada face é um triângulo; algo parecido com duas pirâmides coladas uma à base da outra, ou ainda um balão de festa junina. |
| d10  | trapezóide pentagonal |       | Não               | 22 mm  | 3,5 mg | Cada face é um quadrilátero; Cinco se encontram no vértice superior, e as outras cinco no vértice inferior; as dez faces geralmente têm números de zero a nove, dificilmente de um a dez, e em quase todos as faces com números ímpares convergem para o mesmo vértice, e as faces com números pares convergem para o outro vértice; |
| d12  | dodecaedro            |       | Sim               | 17 mm  | 4 mg   | Cada face é um pentágono regular que encosta em outras cinco faces diferentes. |
| d20  | icosaedro             |       | Sim               | 22 mm  | 5 mg   | As faces são triângulos equiláteros. Geralmente faces opostas somam 21. No Museu Britânico existe um dado Romano com 20 lados, mas seu jogo original é desconhecido. |

## Variações incomuns
Os dados com número ímpare de faces são às vezes classificados com geometria de prismas devido a sua forma original. Estes tipos de dados não permitem serem rolados da mesma forma que outros, eles geralmente são do tipo pião. Outras variações occorem de um cilindro para formação do chamado d2.

### Tabela
| Tipo    | Forma                           | Figura   | Sólido de catalã | Sólido de Arquimedes | Descrição |
| ------- | ------------------------------- | -------- | ---------------- | -------------------- | --- |
| d2      | cilindro                        |          | Não              | Não                  | Um dado de dois lados não é realmente um dado. Não passa de uma moeda ou uma chapa fina de outro formato. Existem dados de dois lados utilizados em jogos de RPG, mas é extremamente difícil encontrá-los a venda. O mais comum é jogar '1d6', e levar em conta apenas se o número é ímpar ou par, independente do valor. |
| d3      | Prisma Triangular               |          | Não              | Não                  | Um dado realmente raro, um dado d3 é essencialmente um prisma triangular com as pontas arredondadas ou com bicos facilitando ser jogado como um peão. Com as faces triangulares formando uma pequena pirâmide de base triangular o dado d3 torna-se pedra preciosa. Os números nas faces vão de um a três. Além deste tipo de d3 "verdadeiro", é possível utilizar um dado de d6 com os números de um a três duplicados. É um dado tão justo quanto, e muito mais comum do que, o dado d3 "verdadeiro". Também é possível encontrar dados d3 na forma de uma bola de "Futebol americano" ou bola de "Rugby", onde os cantos são realmente arredondados. |
| d5      | Prisma quadrado                 |          | Não              | Não                  | Um dado muito raro. O dado d5 é parecido com o d3, só que as faces tendem a ter o mesmo tamanho, sendo duas quadradas e quatro retangulares. Estas formas das faces são variáveis, podem ter cantos agudos ou arredondados. É comum que os cantos vivos sejam achatados, ou planificados de forma a facilitar o rolamento do dado. |
| d7      | Prisma Pentagonal               |          | Não              | Não                  | Este dado também é difícil de encontrar, com cinco faces quadradas e duas faces pentagonais. As faces pentagonais têm número seis e sete, mas também podem ter números complementares para ajudar na identificação das outras faces, quando nenhuma das faces pentagonais cair para cima ou para baixo. Estes dados são usados no Gamão. Alguns destes dados começam com zero e não um. |
| d10     | Octaedro truncado               |          | Não              | Sim                  | Muito parecido como d8 comun, mas com dois vértices truncados. Tem 8 faces hexagonais regulares,e 6 faces quadradas. |
| d12     | Dodecaedro rômbico              |          | Sim              | Não                  | Cada face é um losango. |
| d14     | Cuboctaedro                     |          | Não              | Sim                  | Oito faces triangulares e seis faces quadradas. Também conhecido como dado de duas semanas. |
| d16     | Octógono bipiramidal            | Faltando | Não              | Não                  | Cada face é um triângulo isósceles. |
| d18     | Dodecaedro Romboédrico truncado |          | Não              | Não                  | São seis faces quadrangulares e 12 hexagonais. |
| d24     | Hexaedro tetraquis              |          | Sim              | Não                  | Cada face é um triângulo isósceles. |
| d24     | Icositetraedro deltoidal        |          | Sim              | Não                  | Cada face tem a forma de um quadrilátero deltóide. |
| d26     | Cuboctaedro truncado            |          | Não              | Sim                  | As faces são doze quadrados, oito hexágonos e 6 octógonos. |
| d30     | Triacontaedro rômbico           |          | Sim              | Não                  | Cada face é um losango. |
| d32     | Icosidodecaedro                 |          | Não              | Sim                  | São vinte faces triangulares regulares e doze faces pentagonais regulares. |
| d34     | Pião                            |          | Não              | Não                  | Este dado é basicamente um pião multifacetado, com 17 números em cada parte, superior e inferior. |
| D48     | Dodecaedro disdiakis            |          | Sim              | Não                  | Este dado é extremamente raro. São 48 faces, cada uma é um triângulo escaleno. |
| d100 d% | Semi-esférico                   |          | Não              | Não                  | Zocchihedron é uma marca registrada. Dados d100 de verdade são raros, eles são apelidados de Estrela da Morte devido à semelhança na estrutura da nave do filme Guerra nas Estrelas. Dois dados d10 podem substituir um dado d100, especialmente se numerados de 00, 10, 20, 30 … 90. O uso destes dados (incluindo dois d10, sendo um, de zero a nove, a unidade e outro, de 00 a 90, a dezena) também se refere ao dado de porcentagem ou d%. |
| d120 d% | Triacontaedro disdiakis         |          | Sim              | Não                  | Cada face é um triângulo escaleno. |

Lista completa de dados com faces uniformes (com todos os lados congruentes):
- Sólidos Platónicos: cinco poliedros: (quatro, seis, oito, 12, 20 lados);
- Sólidos de Catalan: 13 Sólidos de Arquimedes duplos: (12, 24, 30, 48, 60, 120 lados);
- Bipiramides: Todas pirâmides duplas, faces triangulares: (seis, oito, dez, 12, ... lados);
- Trapezóides: Todos antiprisma duplos, faces de losango: (seis, oito, dez, 12, ... lados);